# 기오르기 크비리카슈빌리
기오르기 크비리카슈빌리(გიორგი კვირიკაშვილი, 1967년 7월 20일 ~ )는 조지아국의 총리이다. 2015년 12월 30일 조지아국의 총리가 되었다. 2012년 10월 25일 경제지속개발부의 장관이 되어 2015년 9월 1일 외교부 장관으로 소속을 옮겼으며, 2013년 7월 26일부터는 부총리를 겸하였다. 2015년 12월 30일 조지아국의 총리가 되면서 장관 및 부총리에서 물러났다. 2018년 6월 13일 총리직에 물러났다.
| 전임 이라클리 가리바슈빌리 | 제3대 조지아의 꿈-민주 조지아 대표 2015년 12월 30일 ~ 2018년 4월 26일 | 후임 비지나 이바니슈빌리 |